# 2-Brom-5-iodanilin
2-Brom-5-iodanilin ist eine chemische Verbindung, die sich vom Anilin ableitet.

## Gewinnung und Darstellung
2-Brom-5-iodanilin kann durch Reaktion von 3-Iodanilin mit N-Bromsuccinimid in Benzol synthetisiert werden.
Alternativ erhält man die Verbindung, indem man zunächst o-Nitroanilin mit elementarem Iod in Essigsäure als Lösungsmittel zum 5-Iod-2-nitroanilin iodiert. Dieses Zwischenprodukt wird dann in einer Sandmeyer-Reaktion mit Natriumnitrit und Schwefelsäure diazotiert und mit Kupfer(I)-bromid zum 1-Brom-4-iod-2-nitrobenzol umgesetzt. Abschließend wird die Nitrogruppe mit Eisen reduziert.

## Verwendung
Aus 2-Brom-5-iodanilin erhält man durch Diazotierung und Phenolverkochung 2-Brom-5-iodphenol, das als Arzneimittelvorprodukt verwendet wird.

## Eigenschaften
Der Octanol-Wasser-Verteilungskoeffizient von 2-Brom-5-iodanilin beträgt {\textstyle \log P=3{,}395}.